# Павленко Олександр Георгійович
Павле́нко Олекса́ндр Гео́ргійович (Григо́рович) (26 березня 1941, Тернопіль — 11 січня 1995, Чернівці) — радянський та український футболіст, що виступав на позиціях півзахисника та захисника. Відомий завдяки грі у чернівецькій «Буковині» та одеському «Чорноморці». Після завершення активної кар'єри гравця став тренером.

## Ігрова кар'єра
Кар'єра футболіста Олександр Георгійович розпочав у житомирському «Поліссі», але вже 1963 року, переїхав до Одеси, грати в місцевому «Чорноморці». Однак, зігравши один сезон переїхав вже до Вінниці у «Ниву». «Бігання по клубах» закінчилося у 1966 році, коли Павленко перейшов у Чернівецьку «Буковину», аж до 1971 року футболіст не покинув команду, закінчивши ігрову кар'єру. У дебютний буковинський сезон вправний захисник зіграв 38 матчів, у яких відзначився двічі. Вдалим для Павленка виявився сезон 1968 року. Чернівецька команда посіла друге місце у класі «Б» (1 зона УРСР).

## Тренерська кар'єра
Сезон 1971 року виявився останнім у кар'єрі футболіста Олександра Павленка. Вже у червні 1972 року Олександр Григорович стає старшим тренером чернівецької «Буковини». Через десять років він привів нашу команду до здобуття чемпіонського звання (друга союзна ліга). Саме за часів роботи Павленка у «Буковині» дебютував Віктор Олійник, який зараз працює спортивним директором чернівецького клубу.
У 1989 році Олександр Павленко став головним тренером тернопільської «Ниви». За підсумками сезону 1989 року «Нива» здобула бронзові нагороди чемпіонату СРСР (друга ліга, шоста зона). У сезоні 1992–1993 Олександр Григорович знову очолив тренерський місток «Буковини». Тоді «Буковина» спромоглася обіграти харківський «Металіст», сімферопольську «Таврію», зіграти унічию з донецьким «Шахтарем».

## Досягнення
Як гравця: 
- Срібний призер Чемпіонату УРСР (1) : 1968

 Як головного тренера: 
- Переможець Чемпіонату УРСР (1) : 1982
- Бронзовий призер Чемпіонату УРСР (1) : 1989

## Нагороди
- Майстер спорту СРСР — 1970